# Arucas

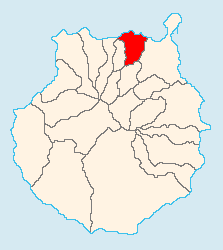
Localização de Arucas

Arucas é um município da Espanha na província de Las Palmas, comunidade autónoma das Canárias. Tem 33 km² de área e em 2021 tinha 38 535 habitantes (densidade: 1 167,7 hab./km²).

## Demografia
| Variação demográfica do município entre 1991 e 2004 | Variação demográfica do município entre 1991 e 2004 | Variação demográfica do município entre 1991 e 2004 | Variação demográfica do município entre 1991 e 2004 |
| --------------------------------------------------- | --------------------------------------------------- | --------------------------------------------------- | --------------------------------------------------- |
| 1991                                                | 1996                                                | 2001                                                | 2004                                                |
| 26 974                                              | 29 719                                              | 32 466                                              | 33 701                                              |

| Noroeste: Moya | Norte: Oceano Atlântico |                                   |
| Oeste: Firgas  | Arucas                  | Leste: Las Palmas de Gran Canaria |
|                | Sul:                    |                                   |